# Чемпионат мира по хоккею с мячом среди молодёжных команд 2013
4-й Чемпионат мира по хоккею с мячом среди молодёжных команд 2013 — четвёртое по счёту первенство мира среди молодёжных команд, которое прошло с 6 по 8 декабря 2013 года в России, во второй раз подряд в подмосковном посёлке Обухово.
Число участников рекордное за всю историю молодёжных чемпионатов мира — 5. На турнире сыграют все команды, выступавшие на предыдущем чемпионате двумя годами ранее. Это сборные Казахстана, Финляндии, Швеции, а также действующий чемпион мира в данной возрастной категории и хозяин турнира — сборная России. К ним присоединится команда Норвегии.

## Организация турнира
В июле 2012 года на исполкоме FIB в черногорском городе Будва местом проведения 4-го Чемпионата мира среди молодёжных команд единогласно был избран город Кемерово. Заявку инициировал лично губернатор Кемеровской области Аман Тулеев.
Однако в 2013 году кемеровчане приняли решение отказаться от проведения турнира в пользу детского Кубка мира. Новым организатором чемпионата в августе 2013 года был вновь определён посёлок Обухово Ногинского района Московской области.

## Регламент
На групповом этапе 5 команд 6 и 7 декабря сыграют в круговом турнире. Регламент групповых матчей укороченный — 2 тайма по 30 минут, матч за 3-е место и финал — 2 тайма по 45 минут.
8 декабря игры пройдут по стандартному регламенту. Сборные, занявшие на групповом этапе 3-е и 4-е места, сыграют в матче за бронзовые медали. Победитель кругового турнира и команда, занявшая 2-е место, встретятся в финале чемпионата мира.

## Турнирная таблица
| Команда   | 1    | 2    | 3   | 4    | 5    | И | В | Н | П | М     | О |
| --------- | ---- | ---- | --- | ---- | ---- | - | - | - | - | ----- | - |
| Швеция    |      | 3:3  | 4:2 | 12:0 | 17:2 | 4 | 3 | 1 | 0 | 36:7  | 7 |
| Россия    | 3:3  |      | 6:1 | 9:1  | 11:1 | 4 | 3 | 1 | 0 | 29:6  | 7 |
| Финляндия | 2:4  | 1:6  |     | 6:1  | 7:2  | 4 | 2 | 0 | 2 | 16:13 | 4 |
| Норвегия  | 0:12 | 1:9  | 1:6 |      | 1:0  | 4 | 1 | 0 | 3 | 3:27  | 2 |
| Казахстан | 2:17 | 1:11 | 2:7 | 0:1  |      | 4 | 0 | 0 | 4 | 5:36  | 0 |

### Матчи группового этапа
| 6 декабря, 2013 | \| Финляндия \| 7:2 (2:1) Протокол \| Казахстан \| | СК «Обухово» |
| Финляндия       | 7:2 (2:1) Протокол                                 | Казахстан    |

| 6 декабря, 2013 | \| Швеция \| 12:0 (6:0) Протокол \| Норвегия \| | СК «Обухово» |
| Швеция          | 12:0 (6:0) Протокол                             | Норвегия     |

| 6 декабря, 2013 | \| Казахстан \| 1:11 (1:6) Протокол \| Россия \| | СК «Обухово» |
| Казахстан       | 1:11 (1:6) Протокол                              | Россия       |

| 6 декабря, 2013 | \| Норвегия \| 1:6 (1:3) Протокол \| Финляндия \| | СК «Обухово» |
| Норвегия        | 1:6 (1:3) Протокол                                | Финляндия    |

| 6 декабря, 2013 | \| Россия \| 3:3 (2:0) Протокол \| Швеция \| | СК «Обухово» |
| Россия          | 3:3 (2:0) Протокол                           | Швеция       |

| 7 декабря, 2013 | \| Россия \| 9:1 (4:1) Протокол \| Норвегия \| | СК «Обухово» |
| Россия          | 9:1 (4:1) Протокол                             | Норвегия     |

| 7 декабря, 2013 | \| Швеция \| 4:2 (0:1) Протокол \| Финляндия \| | СК «Обухово» |
| Швеция          | 4:2 (0:1) Протокол                              | Финляндия    |

| 7 декабря, 2013 | \| Норвегия \| 1:0 (0:0) Протокол \| Казахстан \| | СК «Обухово» |
| Норвегия        | 1:0 (0:0) Протокол                                | Казахстан    |

| 7 декабря, 2013 | \| Финляндия \| 1:6 (1:3) Протокол \| Россия \| | СК «Обухово» |
| Финляндия       | 1:6 (1:3) Протокол                              | Россия       |

| 7 декабря, 2013 | \| Казахстан \| 2:17 (0:6) Протокол \| Швеция \| | СК «Обухово» |
| Казахстан       | 2:17 (0:6) Протокол                              | Швеция       |

## Матч за 3-е место
| 8 декабря, 2013 | \| Финляндия \| 5:2 (3:0) Протокол \| Норвегия \| | Стадион: СК «Обухово» Зрителей: 700 Судья: Никита Юкляевских |
| Финляндия       | 5:2 (3:0) Протокол                                | Норвегия                                                     |

## Финал
| 8 декабря, 2013                              | \| Швеция \| 2:11 (1:5) Протокол \| Россия \| \| Перссон (Йонссон) 34', Петтерссон (пен.) 88' \| Голы \| Миргазов 2', Шевцов И. (Чернов) 11', Миргазов (Бефус) 18', Шевцов И. (Миргазов) 18' (100-й гол турнира), Горячев (Джусоев) — с угл. 21', Миргазов (пен.) 61', Шевцов В. (Швецов И.) 63', Швецов И. (Бефус) 66', Тарасов (Егорычев) 70', Джусоев 75', Шевцов И. 77' \| | Стадион: СК «Обухово» Зрителей: 2500 Судья: Петри Куусела |
| Швеция                                       | 2:11 (1:5) Протокол | Россия |
| Перссон (Йонссон) 34', Петтерссон (пен.) 88' | Голы | Миргазов 2', Шевцов И. (Чернов) 11', Миргазов (Бефус) 18', Шевцов И. (Миргазов) 18' (100-й гол турнира), Горячев (Джусоев) — с угл. 21', Миргазов (пен.) 61', Шевцов В. (Швецов И.) 63', Швецов И. (Бефус) 66', Тарасов (Егорычев) 70', Джусоев 75', Шевцов И. 77' |